# Martinus van Tongeren

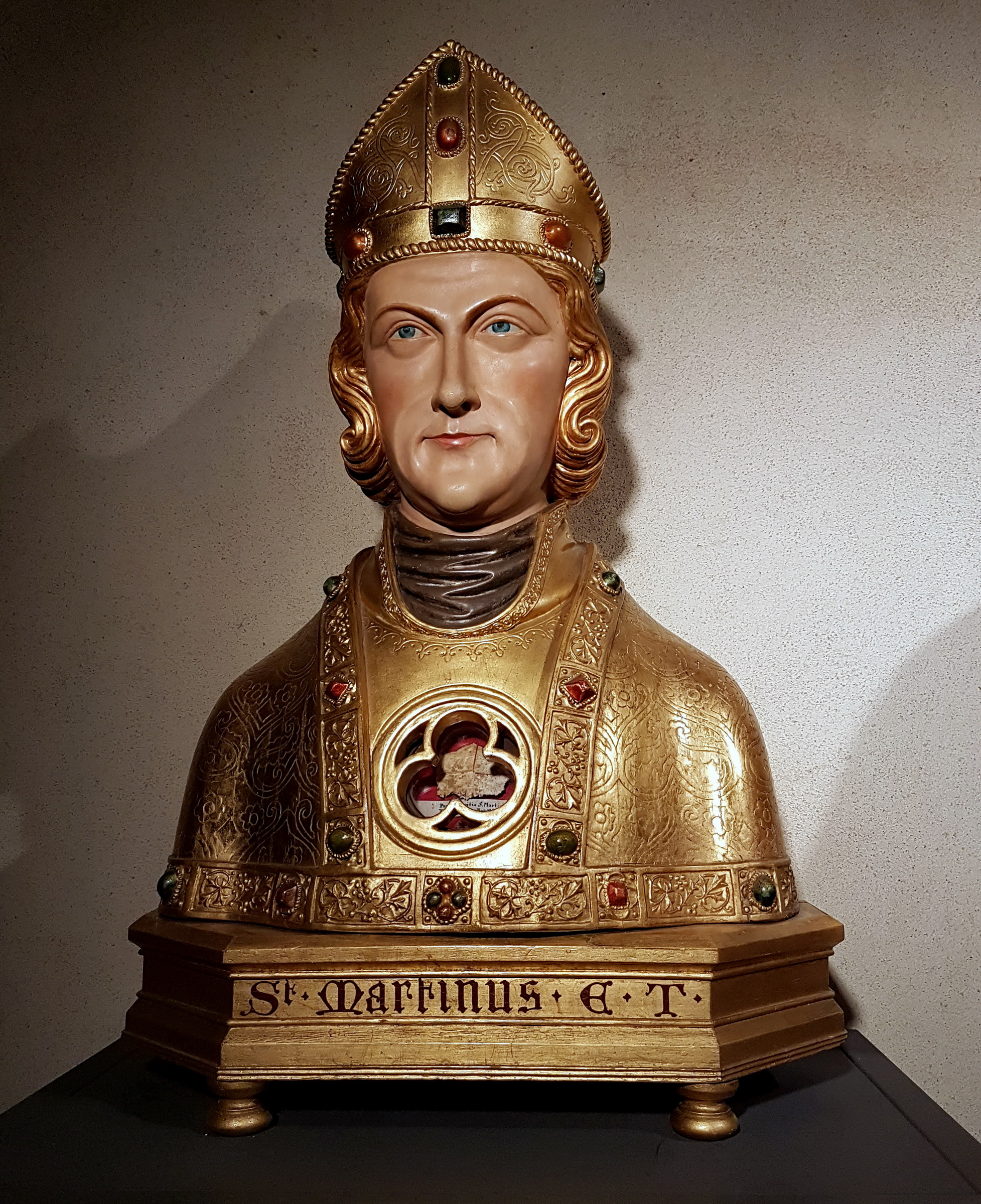
19e-eeuwse reliekbuste van Martinus van Tongeren in de schatkamer van de Sint-Servaasbasiliek in Maastricht

De heilige Martinus (Tongeren, 3e-4e eeuw?), bijgenaamd apostel van de Haspengouw, was volgens de overlevering de zevende bisschop van Tongeren. Zijn feestdag was traditioneel in het bisdom Luik, en is nog steeds in het bisdom Hasselt, op 21 juni. In het bisdom Roermond was dat van 1914 tot 1963 op 3 juni. Hij werd/wordt vooral vereerd in Haspengouw.

## Historische feiten
Over Martinus van Tongeren is niets met zekerheid bekend. Zijn naam wordt pas voor het eerst vermeld door Heriger van Lobbes in de 10e eeuw. Heriger vermeldt hem als zevende bisschop van Tongeren, maar weet verder niets over hem te vertellen. In de 14e eeuw komt de Luikse kroniekschrijver (en notoire fantast!) Jean d'Outremeuse op de proppen met een complete levensbeschrijving, die echter niet serieus te nemen is. Hij wist onder andere te vertellen dat de heilige in 298 is overleden. In de 16e eeuw "berekende" Johannes Molanus de sterfdatum opnieuw en kwam toen uit op het jaar 276.
In de liturgische traditie van de Maastrichtse Sint-Servaaskerk werd al zeker vanaf het begin van de 14e eeuw het feest van de "bisschop en belijder" Sint-Martinus gevierd. Ook in de Onze-Lieve-Vrouwekerk in Tongeren en in de Sint-Laurentiusabdij in Luik werd zijn feest in de liturgie herdacht.
Pas in de loop van de 19e eeuw kreeg hij meer bekendheid. Het tweede bisdom Roermond publiceerde in 1867 een nieuwe propriumkalender, die veel uitgebreider was dan die van het eerste bisdom en waarop een groot aantal 'vergeten' Maaslandse heiligen, waaronder Martinus van Tongeren, een plaats kregen. In het bisdom Luik was Martinus al enkele jaren eerder, in 1858, in ere hersteld. De 'Sint-Martinusrevival' duurde slechts een eeuw: in 1963 werd zijn feestdag in het bisdom Roermond vervangen door die van "alle heilige bisschoppen van Maastricht"; in Luik werd zijn feestdag in hetzelfde jaar 'overgedragen' aan het in oprichting zijnde bisdom Hasselt.
De Katholieke Encyclopaedie (2e druk, 1953) vermeldt Martinus van Tongeren in slechts vijf regels, bevestigend dat over hem niets bekend is en dat zijn feest gevierd werd op 21 juni.

## Legende
Volgens de middeleeuwse legende was Martinus de zoon van een graaf Martinus van Namen. Hij was een vroom en heilig man. Op 20 november 269 werd hij door clerus en volk gekozen als opvolger van zijn oom Florentius, die de zesde bisschop van Tongeren was geweest. Hij vervulde zijn ambt 29 jaar lang en stichtte vele kerken, onder andere de Sint-Calixtuskerk in Tongeren, met een deken en twaalf kanunniken. Hij predikte in de Haspengouw, onder andere te Horion en Awirs. Op een dag kwam hij in Horion om de bevolking te bekeren, maar hij werd niet met open armen ontvangen en moest vluchten. Hij kwam terecht in een plaatsje dat nadien Pas-Saint-Martin werd genoemd, omdat de voetstappen van de heilige te zien bleven in de rots. Toen Friezen en Germanen Tongeren belegerden, trok de bisschop naar de Frankische hertog Porus in Leuven om hem te hulp te komen, waarna de belegering werd afgewend. Martinus overleed op 21 juni 298 (of 276 volgens Molanus) en werd bijgezet bij zijn voorgangers in de kathedraal van Tongeren. Toen de tiende bisschop van Tongeren, Sint-Servaas, ten tijde van de invallen van de Hunnen, Tongeren verruilde voor Maastricht, nam hij de relieken van zijn voorgangers, dus ook die van Martinus, mee naar Maastricht.

## Relieken
In de Noodkist in de Maastrichtse Sint-Servaasbasiliek bevinden zich volgens de traditie, naast het gebeente van Sint-Servaas, ook relieken van Martinus van Tongeren. Bij de opening van de Noodkist in 1611 zou er nog een volledig corpus aanwezig zijn geweest. In 1863 werden door een aanwezige arts 29 beenderen geteld. Door zijn toegenomen populariteit raakten die verspreid over een tiental reliekhouders. In 1963 werd van de overgebleven beenderen in de noodkist een fragment van een dijbeen volgens de C14-datering onderzocht door medewerkers van de Rijksuniversiteit Groningen. Daaruit bleek met 95% zekerheid dat het bot heeft toebehoort aan een persoon die leefde van ca. 400-600 AD. Martinus zou in dat geval een opvolger van Servatius geweest kunnen zijn, maar in elk geval geen voorganger.
Behalve de Noodkist, bevond zich in de kerkschat van de Sint-Servaaskerk tot 1795 een niet meer bestaande reliekbuste van de heilige Martinus. Deze massief zilveren buste was waarschijnlijk omstreeks 1611 aan de kerk geschonken door proost Engelbert Boonen en werd na de komst van de Franse revolutionairen door het kapittel omgesmolten om aan de zware oorlogsbelastingen te voldoen. Wel bevindt zich in dezelfde schatkamer nog een 19e-eeuwse verguld koperen reliekbuste van Sint-Martinus, met daarin een relikwie van de heilige.